# Ярославка (Хмельницький район)
Яросла́вка — село в Україні, в Меджибізькій селищній територіальній громаді Хмельницького району Хмельницької області. Розташоване на правому березі річки Бужок, лівої притоки Південного Бугу, за 26 км від районного центру і за 30 км від залізничної станції Деражня на лінії Жмеринка—Хмельницький. Населення становить 760 осіб.

## Історія
На околицях села знайдені знаряддя праці доби неоліту.
У роки Другої світової війни орденами й медалями Союзу РСР нагороджено 280 мешканців.
Колишній орган місцевого самоврядування — Ярославська сільська рада.

## Інфраструктура
За радянських часів у селі розташовувався колгосп ім. 50-річчя Жовтня, що обробляв 1,2 тис. га орної землі,— багатогалузеве господарство. Тут займалися вирощуванням зернових культур, тваринництвом, садівництвом, рибництвом. Допоміжними підприємствами колгоспу були млин, пилорама, кузня.
Є середня школа, клуб, бібліотека, народний музей; працюють фельдшерсько-акушерський пункт, швейна майстерня.
Біля села розташований Ярославський орнітологічний заказник.

## Населення
- 1548 осіб (1970)
- 760 осіб (2001)

## Відомі люди
- В селі виріс Доброловський Ілля Амвліхович (1877—1920) — син місцевого пароха, сходознавець-синолог та журналіст в Харбіні.